# Championnats de Colombie de cyclisme sur route 1987
Navigation
Championnats de Colombie 1986 Championnats de Colombie 1988
Les championnats de Colombie de cyclisme sur route se déroulent à Bogota, le 7 juin 1987, pour la course en ligne des professionnels et à Cúcuta, dans le département de Norte de Santander, du 31 juillet au 2 août 1987 pour les autres épreuves.

## Programme
- Vendredi 31 juillet à 8h00 (locale) :
  - Contre-la-montre par équipes seniors messieurs : 100 km
- Samedi 1er août à 9h00 (locale) :
  - Course en ligne féminines
- Dimanche 2 août (locale) :
  - Course en ligne amateurs messieurs

## Podiums

### Épreuves masculines
| Épreuves                            | Or                                                                                                 | Or | Or              | Argent                                                                                            | Argent | Argent    | Bronze                                                                               | Bronze | Bronze     |
| ----------------------------------- | -------------------------------------------------------------------------------------------------- | -- | --------------- | ------------------------------------------------------------------------------------------------- | ------ | --------- | ------------------------------------------------------------------------------------ | ------ | ---------- |
| Seniors                             | |    |                 |                                                                                                   |        |           |                                                                                      |        |            |
| Course en ligne professionnels      | Reynel Montoya (Pony Malta)                                                                        | en | 4 h 9 min 9 s   | Javier Ignacio Montoya (Manzana Postobón)                                                         | à      | 13 s      | Manuel Cárdenas (es) (Pony Malta)                                                    |        | m.t.       |
| Course en ligne amateurs            | Ángel Noé Alayón (en) (Ligue cycliste de Bogota)                                                   | en | 4 h 10 min 48 s | Héctor Betancur (Ligue cycliste d'Antioquia)                                                      | à      | 58 s      | Luis Folleco (Ligue cycliste de Valle)                                               |        | m.t.       |
| 100 km contre-la-montre par équipes | Ligue cycliste de Bogota Orlando Castillo (en) Ángel Noé Alayón (en) Ramón Maldonado Fabio Acevedo | en | 2 h 15 min 30 s | Ligue cycliste de Norte de Santander Hernando Martínez Alfonso Mendoza Jorge Sánchez Calixto Peña | à      | 2 min 6 s | Ligue cycliste de Boyacá Joselín Peña Israel Ochoa Ángel Yesid Camargo Custodio Ruiz | à      | 4 min 33 s |

### Épreuves féminines
| Épreuves        | Or                                          | Or | Or              | Argent                                         | Argent | Argent | Bronze                                       | Bronze | Bronze |
| --------------- | ------------------------------------------- | -- | --------------- | ---------------------------------------------- | ------ | ------ | -------------------------------------------- | ------ | ------ |
| Seniores        |                                             |    |                 |                                                |        |        |                                              |        |        |
| Course en ligne | Adriana Muriel (Ligue cycliste d'Antioquia) | en | 1 h 58 min 26 s | Luz Stella Araque (Ligue cycliste d'Antioquia) | à      | m.t.   | Rosa María Aponte (Ligue cycliste de Bogota) |        | m.t.   |

## Déroulement des championnats

### 7 juin: la course en ligne professionnels messieurs
Reynel Montoya nouveau champion de Colombie.
| \| Classement général \| Classement général \| Classement général \| Classement général \| Classement général \| \| Coureur \| Coureur \| Pays \| Équipe \| Temps \| \| ------------------ \| ---------------------- \| ------------------ \| ---------------------- \| ------------------ \| \| 1er \| Reynel Montoya[5] \| Colombie \| Pony Malta Bavaria \| 4 h 09 min 09 s \| \| 2e \| Javier Ignacio Montoya \| Colombie \| Postobón-Ryalcao \| + 13 s \| \| 3e \| Manuel Cárdenas \| Colombie \| Pony Malta Bavaria \| + 13 s \| \| 4e \| Omar Hernández \| Colombie \| Postobón-Ryalcao \| + 13 s \| \| 5e \| Arsenio Chaparro \| Colombie \| Postobón-Ryalcao \| + 13 s \| \| 6e \| Rafael Tolosa \| Colombie \| Pony Malta Bavaria \| + 13 s \| \| 7e \| Pablo Wilches \| Colombie \| Postobón-Ryalcao \| + 13 s \| \| 8e \| Israel Corredor \| Colombie \| Café de Colombia-Varta \| + 13 s \| \| 9e \| Martín Ramírez \| Colombie \| Café de Colombia-Varta \| + 21 s \| \| 10e \| Francisco Rodríguez \| Colombie \| BH \| + 37 s \| \| 11e \| Cristóbal Pérez \| Colombie \| Café de Colombia-Varta \| + 1 min 10 s \| \| 12e \| Carlos Mario Jaramillo \| Colombie \| Postobón-Ryalcao \| + 1 min 10 s \| \| 13e \| Antonio Agudelo \| Colombie \| Café de Colombia-Varta \| + 1 min 10 s \| \| 14e \| Abelardo Ríos \| Colombie \| Pony Malta Bavaria \| + 1 min 10 s \| \| 15e \| Luis Fernando Mosquera \| Colombie \| Postobón-Ryalcao \| + 1 min 10 s \| \| 16e \| Néstor Mora \| Colombie \| Postobón-Ryalcao \| + 1 min 10 s \| \| 17e \| Alirio Chizabas \| Colombie \| Kelme-Merckx \| + 1 min 10 s \| \| 18e \| Rogelio Arango \| Colombie \| Pony Malta Bavaria \| + 1 min 10 s \| \| 19e \| Heriberto Urán \| Colombie \| Postobón-Ryalcao \| + 1 min 10 s \| \| 20e \| Fabio Casas \| Colombie \| Pony Malta Bavaria \| + 8 min 35 s \| |                        |          |                        |                 |
| |                        |          |                        |                 |
| |                        |          |                        |                 |
| Classement général |                        |          |                        |                 |
| Coureur | Coureur                | Pays     | Équipe                 | Temps           |
| 1er | Reynel Montoya         | Colombie | Pony Malta Bavaria     | 4 h 09 min 09 s |
| 2e | Javier Ignacio Montoya | Colombie | Postobón-Ryalcao       | + 13 s          |
| 3e | Manuel Cárdenas        | Colombie | Pony Malta Bavaria     | + 13 s          |
| 4e | Omar Hernández         | Colombie | Postobón-Ryalcao       | + 13 s          |
| 5e | Arsenio Chaparro       | Colombie | Postobón-Ryalcao       | + 13 s          |
| 6e | Rafael Tolosa          | Colombie | Pony Malta Bavaria     | + 13 s          |
| 7e | Pablo Wilches          | Colombie | Postobón-Ryalcao       | + 13 s          |
| 8e | Israel Corredor        | Colombie | Café de Colombia-Varta | + 13 s          |
| 9e | Martín Ramírez         | Colombie | Café de Colombia-Varta | + 21 s          |
| 10e | Francisco Rodríguez    | Colombie | BH                     | + 37 s          |
| 11e | Cristóbal Pérez        | Colombie | Café de Colombia-Varta | + 1 min 10 s    |
| 12e | Carlos Mario Jaramillo | Colombie | Postobón-Ryalcao       | + 1 min 10 s    |
| 13e | Antonio Agudelo        | Colombie | Café de Colombia-Varta | + 1 min 10 s    |
| 14e | Abelardo Ríos          | Colombie | Pony Malta Bavaria     | + 1 min 10 s    |
| 15e | Luis Fernando Mosquera | Colombie | Postobón-Ryalcao       | + 1 min 10 s    |
| 16e | Néstor Mora            | Colombie | Postobón-Ryalcao       | + 1 min 10 s    |
| 17e | Alirio Chizabas        | Colombie | Kelme-Merckx           | + 1 min 10 s    |
| 18e | Rogelio Arango         | Colombie | Pony Malta Bavaria     | + 1 min 10 s    |
| 19e | Heriberto Urán         | Colombie | Postobón-Ryalcao       | + 1 min 10 s    |
| 20e | Fabio Casas            | Colombie | Pony Malta Bavaria     | + 8 min 35 s    |

### 31 juillet: les championnats amateurs
Des participants de seize ligues cyclistes de Colombie se présentent à Cúcuta (Norte de Santander) pour les championnats nationaux sur route amateurs et pour dames. L'évènement est sponsorisé par les Cigarrillos Campeón et Coltabaco. Organisé sur trois jours, il commence par les 100 km contre-la-montre par équipes. C'est la trente-neuvième édition pour les amateurs alors que c'est seulement la seconde pour les femmes. Les noms cités les plus souvent à l'orée de la compétition sont William Pulido de la ligue cycliste de Cundinamarca, Dubán Ramírez (ligue cycliste d'Antioquia), Ángel Noé Alayón (en) (ligue de Bogota), Elio Villamizar (es) de Santander ou bien encore José Darío Hernández (Valle). Alors que les trois médaillés de l'année précédente, le tenant du titre Juan Carlos Arias (en) de Cundinamarca, Álvaro Lozano (es) de Santander et Jairzinho Rivas également de Cundinamarca, sont absents.

### 1eraoût: la course en ligne féminine
Adriana Muriel et Luz Stella Araque terminent première et deuxième.
Le matin de la course, quinze concurrentes étaient attendues sur la ligne de départ. De celles-ci, se détachent comme favorites les Bogotanaises Rosa Emma Rodríguez et Rosa María Aponte et les Antioqueñas Luz Stella Araque et Martha Ligia Maya. Le peloton féminin doit effectuer six fois un circuit développant 11,3 kilomètres. L'arrivée se situe sur la diagonale Santander, devant le stade du même nom.
Ce n'est que la deuxième fois que se dispute un championnat de Colombie féminin. Et cette fois c'est la ligue cycliste d'Antioquia qui prend le meilleur, avec le doublé de ses représentantes. Muriel terminant devant la vétérane Araque. Elles devancent la Bogotanaise Rosa María Aponte. Aucune sélection ne s'est effectuée durant la course et c'est au sprint que les participantes se sont départagées. Adriana Muriel, vingt-trois ans, y a démontré être la plus rapide.
Classement de la course en ligne dames
|    | Coureuse               | Ligue     |    | Temps           |
| -- | ---------------------- | --------- | -- | --------------- |
| 1  | Adriana Muriel         | Antioquia | en | 1 h 58 min 26 s |
| 2  | Luz Stella Araque      | Antioquia |    | m.t.            |
| 3  | Rosa María Aponte      | Bogota    |    | m.t.            |
| 4  | Doris Patricia Fonseca | Boyacá    |    | m.t.            |
| 5  | Gloria Soto Aguilar    | Bogota    |    | m.t.            |
| 6  | Claudia Estrada        | Antioquia |    | m.t.            |
| 7  | Nancy Fernández        | Bogota    |    | m.t.            |
| 8  | Martha Ligia Maya      | Antioquia | à  | 7 s             |
| 9  | Dorelly Tibaduiza      | Boyacá    | à  | 7 s             |
| 10 | Janeth McCormick       | Santander | à  | 7 s             |